# Yvonne Zonderop
Yvonne Zonderop (Den Haag, 16 september 1955) is een Nederlands journalist en auteur.

## Loopbaan
Zonderop doorliep de School voor de Journalistiek in Utrecht en werkte vervolgens enkele jaren bij het blad Koopkracht. Tussen 1982 en 1990 werkte ze bij Het Vrije Volk waarna ze de overstap maakte naar GPD (1990-1995) en vervolgens De Volkskrant. Bij die laatste krant was Zonderop enkele jaren adjunct-hoofdredacteur.
Zonderop werkt nu als journalist voor De Groene Amsterdammer en als columnist voor SER magazine. Daarnaast is ze lid van de Raad van Commissarissen van de FD Mediagroep en voorzitter van de Commissie Ombudsman NOS.
Ze won in 1985 de Anne Vondelingprijs voor haar bijdragen in Het Vrije Volk. 
In 2019 ontving ze de Spaanprijs voor haar boek "Ongelofelijk. Over de verrassende comeback van religie". Yvonne Zonderop is lid van de Nederlandse Unesco Commissie.  